# Pelendones
Los pelendones fueron un pueblo celtibérico que habitaba la región de las fuentes del Duero, es decir, norte de la provincia de Soria, sureste de la de Burgos y quizá el sureste de la de La Rioja. Por el sur limitaban con los arévacos y por el norte con los berones y autrigones. Por el oeste con los vacceos y los turmogos al noroeste. Las fuentes también utilizan el nombre de cerindones para denominarles. Según Apiano estaban emparentados con los arévacos y los numantinos. Los arévacos los empujaron hasta la zona norte de Soria. El origen de este pueblo es difícil de determinar, se les supone formado como otros vecinos por elementos proto-celtas indoeuropeos y autóctonos desde la Edad del Bronce junto a otros posteriores llegados de allende los Pirineos durante el período Hallstatt de la primera mitad del I milenio a. C., mucho antes de  la llegada de nuevos elementos célticos que darían empuje a la creación de la Cultura celtíbera entre el Duero y el Ebro desplazandoles de las ricas zonas de pasto y vegas fluviales hacia los altos valles y sierras sobre el Ebro o ser absorbidos por pueblos vecinos. Los concejos entre Madaria y Orduña al otro lado del Ebro en territorio Autrigón dan testimonio de su anterior ocupación, o refugio posterior de parte de sus clanes, como así mismo es conocido harían entre los Cántabros en la gen de los Plentuisios. El estudioso Pedro Bosch Gimpera les atribuye un territorio que se extendía, al menos, desde Ágreda a Salas de los Infantes, y de la Sierra de Cabrejas a los Picos de Urbión. Se atribuye a los pelendones la llamada "cultura de los castros sorianos". 
Plinio cita a lo numantinos entre los pelendones, y el greco-egipcio Ptolomeo les asigna tres ciudades: Visontium, Savia y Augustóbrica, situadas las tres más o menos en el mismo meridiano. Augustóbriga se corresponde con la actual Muro de Ágreda (Soria), Visontium correspondería a Vinuesa (Soria) pero se desconoce la localización de Savia.

## Fronteras

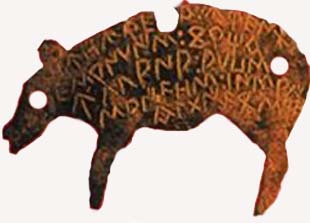
Tesera de hospitalidad celtíbera, encontrada en Uxama (Osma, Soria, España).

Pueblos prerromanos de la península ibérica.

Idiomas en la península ibérica en el 300 A.C.

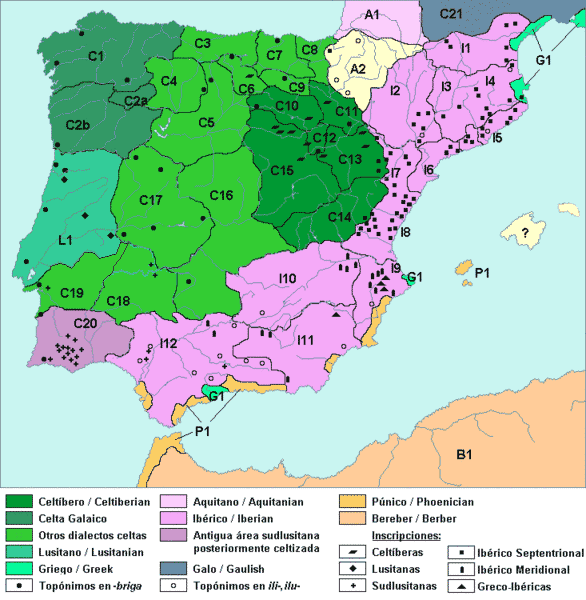
Familias lingüísticas de la península ibérica antes de la romanización
C1: Galaicos / C2b: Brácaros / C3: Cántabros / C4: Astures / C5: Vacceos / C6: Turmogos / C7: Autrigones-Caristios / C8: Várdulos / C9: Berones / C10: Pelendones / C11: Belos / C12: Lusones / C13: Titos / C14: Olcades / C15: Arévacos / C16: Carpetanos / C17: Vetones / C18-C19: Célticos / C20: Conios / L1: Lusitanos / I1: Ceretanos / I2: Ilergetes / I3: Lacetanos / I4: Indigetes / I5: Layetanos / I6: Ilercavones / I7: Sedetanos / I8: Edetanos / I9: Contestanos / I10: Oretanos / I11: Bastetanos / I12: Turdetanos / G21: Galos / G1: Griegos / P1: Fenicios/Cartagineses / B1: Bereberes.

La incorporación de la comarca riojana de Las Siete Villas (suroeste de La Rioja, cuenca alta del rio Najerilla) al territorio pelendón no tiene base seria al basarse únicamente en un mapa antiguo de Blas Taracena. Las Siete Villas carece de castros poblacionales, así como de referencias de textos romanos que sitúen a los pelendones en la comarca; área que podría estar controlada por los Autrigones o quizá, mejor, por los Berones desde sus ciudades en la cuenca del Ebro, por ejemplo Tritium Magallum (actual Tricio), situada en misma cuenca del rio Najerilla. El hecho de que esta área carezca de castros celtibéricos (como la totalidad de la sierra alta de La Rioja) podría deberse a una ausencia real de poblados permanentes -o ser de mínimo tamaño- dadas las malas condiciones del área para la agricultura (espacio de alta montaña fuertemente escarpado y abarrancado), al ser requerida siempre una fuerte base agrícola para la vida en los poblados. Vivir fundamentalmente de la ganadería en el Sistema Ibérico en ese periodo parece imposible. Solamente durante el periodo de La Mesta se dio una base ganadera en el área y para ello fue necesario practicar la trashumancia, sistema económico en el que los ganados estaban sólo 4-5 meses en la zona -durante el verano-, y el resto del año en el sur peninsular. La dura climatología del área durante gran parte del año impedía tanto la existencia de pasto suficiente para el ganado (debido a las heladas), como el acceso a los pastos por el ganado (nieve y hielo cubriendo el terreno). El estudio  de los "castros" de la zona alto Iregua que se había especulado con que podrían pertenecer al pueblo pelendón, ha dado un resultado contrario: no se han encontrado castros celtibéricos en el alto Iregua. Bien al contrario, la excavación del castro del Castillo de los Monjes -Lumbreras de Cameros (La Rioja) ha mostrado que corresponde a época visigótica (siglo VII-VIII después de Cristo).
Sin embargo, donde sí existe una ciudad celtibérica que podría pertenecer a los pelendones es en el límite sureste de La Rioja con Soria, en Aguilar de río Alhama; se trata de la ciudad de Contrebia Leucade.
El Padre Luciano Serrano ubica la divisoria de los pelendones con vacceos y arévacos en Santa María del Campo, Tordemoronta, Altos de Tordómar, Avellanosa de Muñó, Villafruela, Fontioso, Ciruelos de Cervera, Espinosa, Huerta del Rey, Espeja, Costalago, San Leonardo, Cabrejas, Muriel Viejo y occidente de Numancia hasta Vinuesa. Lo que fueron los límites de la diócesis de Oca con las de Astorga-León, Palencia y Osma.

## Ciudades
- Augustóbriga: entre Turiasu y Numancia. Muralla de 3 km de perímetro. Obtiene estatuto de municipio. Se cree que se sitúa bajo la actual Muro de Ágreda (Soria).
- Numancia: Plinio el Viejo la sitúa entre los pelendones. Ciudad beligerante que opone resistencia a los romanos. Publio Cornelio Escipión Emiliano la tendrá que aislar y sitiar para rendirla por hambre tras casi un año de asedio. El urbanismo que nos queda es romano.
- Savia: no se han encontrado restos de este poblado. Se ha apuntado que podría corresponder con Soria capital.
- Visontium: restos de la primera Edad del Hierro e inscripciones funerarias romanas. Se piensa que podría estar en la actual Vinuesa (Soria).

Estos asentamientos eran los castros, característicos de la segunda Edad del Hierro típica de la cultura indoeuropea. Se sitúan en lugares estratégicos protegidos por la naturaleza y defendidos por una muralla, un foso o piedras hincadas. Sus dimensiones son reducidas. Las casas son generalmente circulares pero también hay rectangulares. Las necrópolis van asociadas a la cultura de los campos de urnas.

## Economía
Relacionada con el lugar de ocupación: el piedemonte del Sistema Ibérico con la meseta norte. Agricultores, ganaderos y economía forestal.

## Religión
Recurrimos a la arqueología y a la epigrafía. Había una divinidad relacionada con la luna, el dios celta Dis Pater. Divinidades:
- Lugodes: relacionado con la tríada del panteón celta.
- Matres: del mundo celta, simbolizan fertilidad.
- Drusuna: protector del mundo vegetal.

Había ciertos personajes que llevaban a cabo los rituales y sacrificios. Realizaban las ceremonias al aire libre. Creían en la inmortalidad, abandonándolos en los campos de batalla para que los buitres los llevasen al cielo.